# Les Moitiers-en-Bauptois
Les Moitiers-en-Bauptois és un municipi francès situat al departament de la Manche i a la regió de Normandia. L'any 2007 tenia 317 habitants.

## Demografia

### Població
El 2007 la població de fet de Les Moitiers-en-Bauptois era de 317 persones. Hi havia 136 famílies de les quals 44 eren unipersonals (16 homes vivint sols i 28 dones vivint soles), 56 parelles sense fills i 36 parelles amb fills.
La població ha evolucionat segons el següent gràfic:
Habitants censats

### Habitatges
El 2007 hi havia 159 habitatges, 132 eren l'habitatge principal de la família, 16 eren segones residències i 11 estaven desocupats. 157 eren cases i 2 eren apartaments. Dels 132 habitatges principals, 110 estaven ocupats pels seus propietaris, 20 estaven llogats i ocupats pels llogaters i 2 estaven cedits a títol gratuït; 6 tenien dues cambres, 14 en tenien tres, 31 en tenien quatre i 81 en tenien cinc o més. 107 habitatges disposaven pel capbaix d'una plaça de pàrquing. A 58 habitatges hi havia un automòbil i a 66 n'hi havia dos o més.

### Piràmide de població
La piràmide de població per edats i sexe el 2009 era:
| Homes | Edats   | Dones |
| ----- | ------- | ----- |
| 0     | 95 o +  | 0     |
| 0     | 90 a 94 | 0     |
| 0     | 85 a 89 | 4     |
| 0     | 80 a 84 | 0     |
| 12    | 75 a 79 | 12    |
| 4     | 70 a 74 | 0     |
| 8     | 65 a 69 | 12    |
| 12    | 60 a 64 | 12    |
| 4     | 55 a 59 | 4     |
| 24    | 50 a 54 | 12    |
| 0     | 45 a 49 | 16    |
| 16    | 40 a 44 | 12    |
| 8     | 35 a 39 | 16    |
| 8     | 30 a 34 | 0     |
| 8     | 25 a 29 | 8     |
| 8     | 20 a 24 | 4     |
| 12    | 15 a 19 | 20    |
| 8     | 10 a 14 | 4     |
| 8     | 5 a 9   | 4     |
| 0     | 0 a 4   | 0     |

## Economia
El 2007 la població en edat de treballar era de 199 persones, 137 eren actives i 62 eren inactives. De les 137 persones actives 133 estaven ocupades (73 homes i 60 dones) i 4 estaven aturades (1 home i 3 dones). De les 62 persones inactives 30 estaven jubilades, 10 estaven estudiant i 22 estaven classificades com a «altres inactius».

### Ingressos
El 2009 a Les Moitiers-en-Bauptois hi havia 133 unitats fiscals que integraven 334 persones, la mediana anual d'ingressos fiscals per persona era de 16.157 €.

### Activitats econòmiques
Dels 7 establiments que hi havia el 2007, 2 eren d'empreses de construcció, 1 d'una empresa de comerç i reparació d'automòbils, 1 d'una empresa d'hostatgeria i restauració, 2 d'empreses immobiliàries i 1 d'una empresa de serveis.
Dels 3 establiments de servei als particulars que hi havia el 2009, 1 era un paleta, 1 electricista i 1 restaurant.
L'any 2000 a Les Moitiers-en-Bauptois hi havia 13 explotacions agrícoles que ocupaven un total de 336 hectàrees.

## Poblacions més properes
El següent diagrama mostra les poblacions més properes.